# چاقو سرامیکی

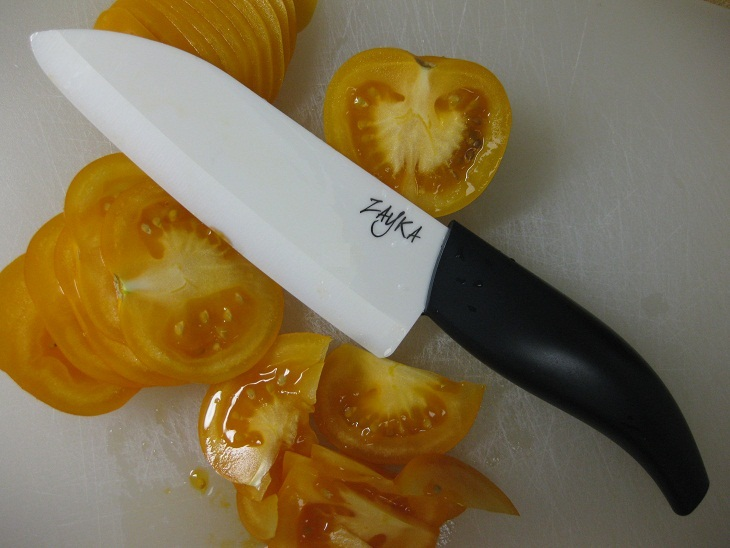
چاقوی سرامیکی

چاقو سرامیکی نوعی چاقو با طراحی سرامیک در تیغه است که به‌طور معمول از دی‌اکسید زیرکونیوم (ZrO 2) ساخته می‌شود. این تیغه‌های چاقو معمولاً از طریق فشار خشک و پخت زیرکونیا پودر شده با استفاده از تف‌جوشی حالت جامد تولید می‌شوند. در مقیاس سختی موس برابر با ۸٫۵ است، در حالی که برای فولاد معمولی ۴٫۵ و برای فولاد سخت شده ۷٫۵ تا ۸ و برای الماس ۱۰ است. تیغه حاصل از لبه سخت است که در مقایسه با چاقوهای فولادی معمولی برای مدت طولانی تری تیزتر می‌ماند. در حالی که لبه آن از چاقوی فولادی سخت‌تر است، اما شکننده تر است. تیغه سرامیک با خرد کردن لبه‌ها با چرخ سنگزنی با روکش الماس، تیز می‌شود.

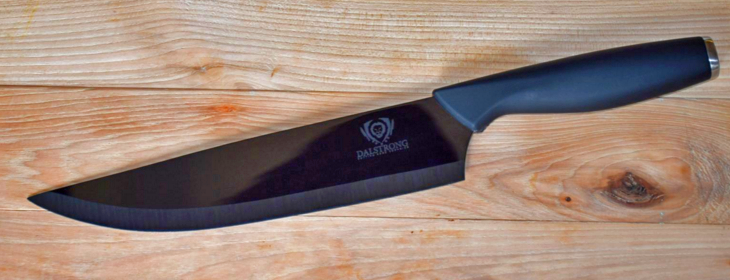
چاقوی سرامیکی ساخته شده از زیرکونیا سیاه شده، تحت فشار فوق‌العاده گرم می‌شود.

## خواص

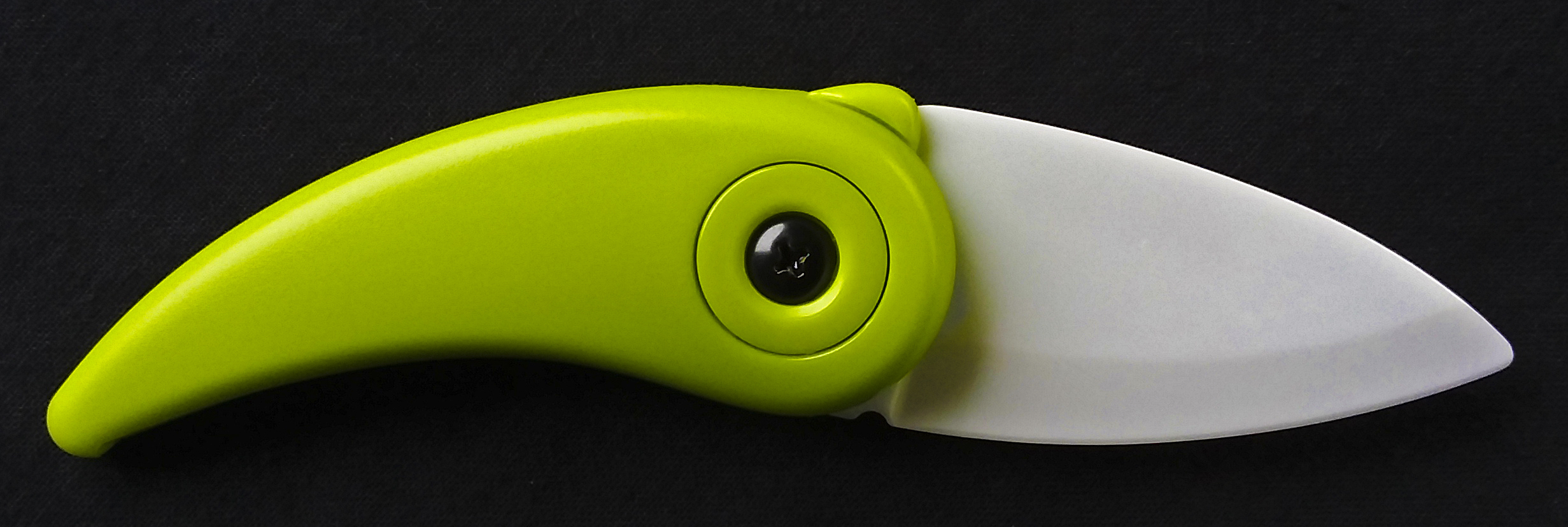
چاقو جیبی مخصوص سرامیکی

چاقوهای سرامیکی بسیار سخت‌تر از چاقوهای استیل هستند، در محیط‌های سخت خورده نمی‌شوند، غیر مغناطیسی هستند و در دمای اتاق برق را هدایت نمی‌کنند. چاقوهای سرامیکی به دلیل مقاومت در برابر اسید قوی و مواد سوزاننده و توانایی حفظ لبه برش بیشتر از چاقوهای فلزی جعلی، برای برش دادن گوشت، سبزیجات، میوه و نان بدون استخوان مناسب ترند. از آنجا که سرامیک‌ها شکننده هستند، ممکن است در صورت افتادن روی سطح سخت، تیغه‌ها شکسته شوند، اگرچه بهبود فرایندهای تولید این نوع چاقوها شکسته شدن آن کاهش یافته. آنها همچنین برای خرد کردن استخوانها یا غذاهای منجمد یا سایر برنامه‌هایی که نیاز به فضولی دارند، نامناسب هستند که ممکن است منجر به خرد شدن شوند. در حال حاضر چندین برند، این نوع چاقوها را به صورت تیغه سیاه رنگ یا تیغه فاقد رنگ ارائه می‌دهند که از طریق فرایند پرس ایزواستاتیک گرم ساخته می‌شود. این فرایند ساخت باعث افزایش مقاومت چاقو نیز می‌شود.

## تیزی و مراقبت عمومی

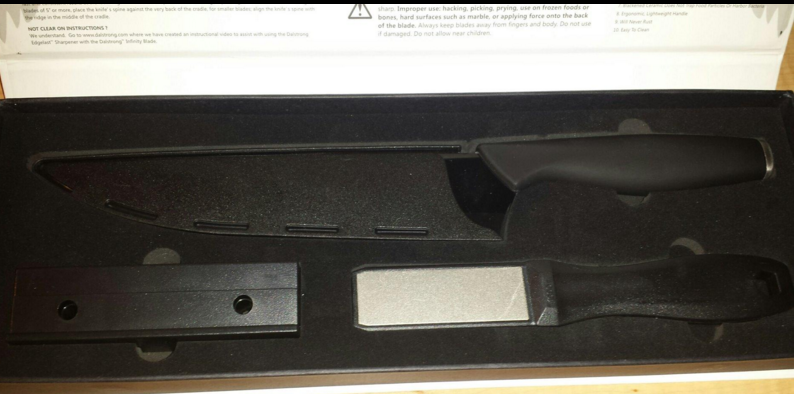
گردگیر الماس با گهواره مخصوص چاقوی سرامیکی.

بر خلاف تیغه فولادی سنتی که از تراش و تیزکاری مجدد برای حفظ لبه‌ها سود می‌برد، یک چاقوی سرامیکی تیز خواهد ماند و لبه برش خود را برای مدت طولانی تری حفظ می‌کند و طبق برخی آزمایش‌ها تا ۱۰ برابر بیشتر. سختی ذاتی مواد سرامیکی تیزکاری مجدد برای مصرف‌کننده را دشوارتر می‌کند. اگرچه یک چاقوی سرامیکی به همان روشی که به فولاد احتیاج به تراشکاری منظم ندارد، لبه تیغه آن سرانجام تخریب یا برش داده خواهد شد و لبه تیزش را از دست می‌دهد، در این زمان خدمات ویژه تراشکاری لبه سرامیک مورد نیاز است.